# Larifugella
Genre
Larifugella est un genre d'opilions laniatores de la famille des Triaenonychidae.

## Distribution
Les espèces de ce genre sont endémiques d'Afrique du Sud.

## Liste des espèces
Selon World Catalogue of Opiliones (21/05/2021) :
- Larifugella afra Lawrence, 1933
- Larifugella longipalpis Lawrence, 1934
- Larifugella natalensis (Lawrence, 1931)
- Larifugella valida Lawrence, 1963
- Larifugella zuluana Lawrence, 1937

## Publication originale
- Staręga, 1992 : « An annotated check-list of harvestmen, excluding Phalangiidae, of the Afrotropical Region (Opiliones). » Annals of the Natal Museum, vol. 33, no 2, p. 271–336 (texte intégral).